# Molineriella
Molineriella — рід квіткових рослин родини злакові (Poaceae).
Його рідним ареалом є Середземноморська Європа плюс Крим, а також північно-західна Африка. 
Назва роду Molineriella — на честь Ігнаціо Бернардо Молінері (1741–1818), італійського садівника в ботанічному саду в Турині. Вперше було описано та опубліковано в G.Rouy & J.Foucaud. 1913, Fl. France, Vol. 14, P. 102.
В Україні росте Molineriella laevis (Brot.) Rouy.